# Citi Open 2014
Citi Open 2014 (за назвою спонсора) — тенісний турнір, що проходив на відкритих кортах з твердим покриттям William H.G. FitzGerald Tennis Center у Вашингтоні (США). Це був 46-й за ліком Washington Open серед чоловіків і 4-й - серед жінок. Належав до категорії 500 у рамках Туру ATP 2014, а також категорії International у рамках Туру WTA 2014. Тривав з 26 липня до 3 серпня 2014 року.

## Очки і призові

### Розподіл очок
| Дисципліна                 | П   | Ф   | ПФ  | ЧФ | 1/8 | 1/16 | 1/32 | Q   | Q2  | Q1  |
| Одиночний розряд, чоловіки | 500 | 300 | 180 | 90 | 45  | 20   | 0    | 10  | 4   | 0   |
| Парний розряд, чоловіки    | 500 | 300 | 180 | 90 | Н/Д | Н/Д  | 0    | 10  | Н/Д | 0   |
| Одиночний розряд, жінки    | 280 | 180 | 110 | 60 | 30  | 1    | Н/Д  | 18  | 12  | 1   |
| Парний розряд, жінки       | 280 | 180 | 110 | 60 | 1   | Н/Д  | Н/Д  | Н/Д | Н/Д | Н/Д |

### Розподіл призових грошей
| Дисципліна                 | П        | Ф        | ПФ      | ЧФ      | 1/8     | 1/16   | 1/321  | Q2     | Q1   |
| Одиночний розряд, чоловіки | $316,400 | $142,650 | $67,570 | $32,605 | $16,625 | $9,150 | $5,325 | $850   | $440 |
| Парний розряд, чоловіки *  | $93,460  | $42,180  | $19,890 | $9,610  | $4,920  | Н/Д    | Н/Д    | Н/Д    | Н/Д  |
| Одиночний розряд, жінки    | $43,000  | $21,400  | $11,300 | $6,200  | $3,420  | $2,220 | Н/Д    | $1,285 | $750 |
| Парний розряд, жінки *     | $12,300  | $6,400   | $3,435  | $1,820  | $960    | Н/Д    | Н/Д    | Н/Д    | Н/Д  |

1 кваліфаєри отримують і призові гроші 1/32 фіналу

* на пару

## Учасники основної сітки в рамках чоловічого турніру

### Сіяні пари
| Країна            | Гравець           | Рейтинг1 | Сіяний |
| ----------------- | ----------------- | -------- | ------ |
| Чехія             | Томаш Бердих      | 5        | 1      |
| Канада            | Мілош Раоніч      | 7        | 2      |
| Болгарія          | Григор Димитров   | 9        | 3      |
| Японія            | Кей Нісікорі      | 10       | 4      |
| США               | Джон Ізнер        | 12       | 5      |
| Франція           | Рішар Гаске       | 14       | 6      |
| ПАР               | Кевін Андерсон    | 17       | 7      |
| Іспанія           | Фелісіано Лопес   | 24       | 8      |
| Хорватія          | Іво Карлович      | 31       | 9      |
| Колумбія          | Сантьяго Хіральдо | 33       | 10     |
| Чехія             | Радек Штепанек    | 34       | 11     |
| Франція           | Жеремі Шарді      | 37       | 12     |
| Канада            | Вашек Поспішил    | 39       | 13     |
| Австралія         | Ллейтон Г'юїтт    | 40       | 14     |
| Узбекистан        | Денис Істомін     | 41       | 15     |
| Китайський Тайбей | Лу Єн-Сун         | 42       | 16     |
| Франція           | Жульєн Беннето    | 46       | 17     |

- 1 Рейтинг подано станом на 21 липня 2014

### Інші учасники
Учасники, що потрапили до основної сітки завдяки вайлд-кард:
- Томаш Бердих
- Джеймс Дакворт
- Filip Peliwo
- Френсіс Тіафо

Гравці, що потрапили до основної сітки через стадію кваліфікації:
- Джаред Доналдсон
- Роббі Джінепрі
- Алекс Кузнєцов
- Ілля Марченко
- Ражів Рам
- Юіті Суґіта

Як щасливий лузер в основну сітку потрапили такі гравці:
- Сем Грот

### Відмовились від участі
До початку турніру
- Григор Димитров → його замінив  Сем Грот
- Іван Додіг → його замінив  Тім Смичек
- Меттью Ебден → його замінив  Малік Джазірі
- Бредлі Клан → його замінив  Міхаель Беррер
- Гаель Монфіс (травма коліна) → його замінив  Дуді Села
- Дмитро Турсунов → його замінив  Френк Данцевич

## Учасники основної сітки в парному розряді

### Сіяні пари
| Країна   | Гравець        | Країна   | Гравець        | Рейтинг1 | Сіяний |
| -------- | -------------- | -------- | -------------- | -------- | ------ |
| США      | Боб Браян      | США      | Майк Браян     | 2        | 1      |
| Австрія  | Александер Пея | Бразилія | Бруно Соарес   | 6        | 2      |
| Канада   | Деніел Нестор  | Сербія   | Ненад Зімоньїч | 11       | 3      |
| Хорватія | Іван Додіг     | Бразилія | Марсело Мело   | 17       | 4      |

- 1 Рейтинг подано станом на 21 липня 2014

### Інші учасники
Нижче наведено пари, які отримали вайлдкард на участь в основній сітці:
- Джаред Доналдсон /  Стефан Козлов
- Стів Джонсон  /  Сем Кверрі

Нижче наведено пари, що пробились в основну сітку через стадію кваліфікації:
- Джонатан Ерліх /  Ражів Рам

## Учасниці основної сітки в рамках жіночого турніру

### Сіяні пари
| Країна  | Гравчиня               | Рейтинг 1 | Сіяна |
| ------- | ---------------------- | --------- | ----- |
| Чехія   | Луціє Шафарова         | 17        | 1     |
| Росія   | Катерина Макарова      | 20        | 2     |
| Франція | Алізе Корне            | 21        | 3     |
| США     | Слоун Стівенс          | 22        | 4     |
| Росія   | Анастасія Павлюченкова | 24        | 5     |
| Росія   | Світлана Кузнецова     | 26        | 6     |
| США     | Медісон Кіз            | 27        | 7     |
| Румунія | Сорана Кирстя          | 29        | 8     |

- 1 Рейтинг подано станом на 21 липня 2014

### Інші учасниці
Учасниці, що потрапили до основної сітки завдяки вайлд-кард:
- Франсуаз Абанда
- Шелбі Роджерс

Гравчині, що потрапили до основної сітки через стадію кваліфікації:
- Торнадо Алісія Блек
- Хірото Кувата
- Олівія Роговська
- Тейлор Таунсенд

### Відмовились від участі
До початку турніру
- Ежені Бушар → її замінила  Кікі Бертенс
- Яна Чепелова → її замінила  Ваня Кінґ
- Моніка Нікулеску → її замінила  Віржіні Раззано

Під час турніру
- Ваня Кінґ (травма правого стегна)

### Знялись
- Заріна Діяс

## Учасниці основної сітки в парному розряді

### Сіяні пари
| Країна    | Гравчиня                 | Країна    | Гравчиня           | Рейтинг1 | Сіяна |
| --------- | ------------------------ | --------- | ------------------ | -------- | ----- |
| Зімбабве  | Кара Блек                | Індія     | Саня Мірза         | 15       | 1     |
| Японія    | Аояма Сюко               | Канада    | Габріела Дабровскі | 129      | 2     |
| США       | Ваня Кінґ                | США       | Тейлор Таунсенд    | 183      | 3     |
| Австралія | Родіонова Аріна Іванівна | Австралія | Олівія Роговська   | 196      | 4     |

- 1 Рейтинг подано станом на 21 липня 2014

### Інші учасниці
Нижче наведено пари, які отримали вайлдкард на участь в основній сітці:
- Роксанн Еллісон  /  Сьєрра Еллісон

### Відмовились від участі
Під час турніру
- Ваня Кінґ (травма правого стегна)

## Переможці та фіналісти

### Чоловіки. Одиночний розряд
- Мілош Раоніч —  Вашек Поспішил, 6–1, 6–4

### Одиночний розряд. Жінки
- Світлана Кузнецова —  Курумі Нара, 6–3, 4–6, 6–4

### Парний розряд. Чоловіки
- Жан-Жульєн Роєр /  Горія Текеу —  Сем Грот /  Леандер Паес, 7–5, 6–4

### Парний розряд. Жінки
- Аояма Сюко /  Габріела Дабровскі —  Хірото Кувата /  Курумі Нара, 6–1, 6–2